# Rathbone Hills
Die Rathbone Hills sind ein Gebirgszug niedriger Hügel und Nunatakker inmitten des Palmerlands auf der Antarktischen Halbinsel. Die erstrecken sich rund 6,5 km nördlich der Guthridge-Nunatakker in den Gutenko Mountains über eine Länge von etwa 22,5 km in ostwestlicher Ausrichtung.
Der United States Geological Survey kartierte das Gebiet im Jahr 1974. Das Advisory Committee on Antarctic Names benannte das Gebirge 1976 nach Major David L. Rathbone (* 1934) von der United States Navy, Kommandant einer Lockheed C-130 der Fliegerstaffel VXE-6 bei Operation Deep Freeze der Jahre 1970 und 1971.